# Westdeutsche Allgemeine Zeitung
Ne doit pas être confondu avec Westdeutsche  Zeitung.
Westdeutsche Allgemeine Zeitung ou WAZ est un quotidien régional basé à Essen en Allemagne. Il est créé en 1948. Il appartient à Funke Mediengruppe.